# Smytniańska Grań

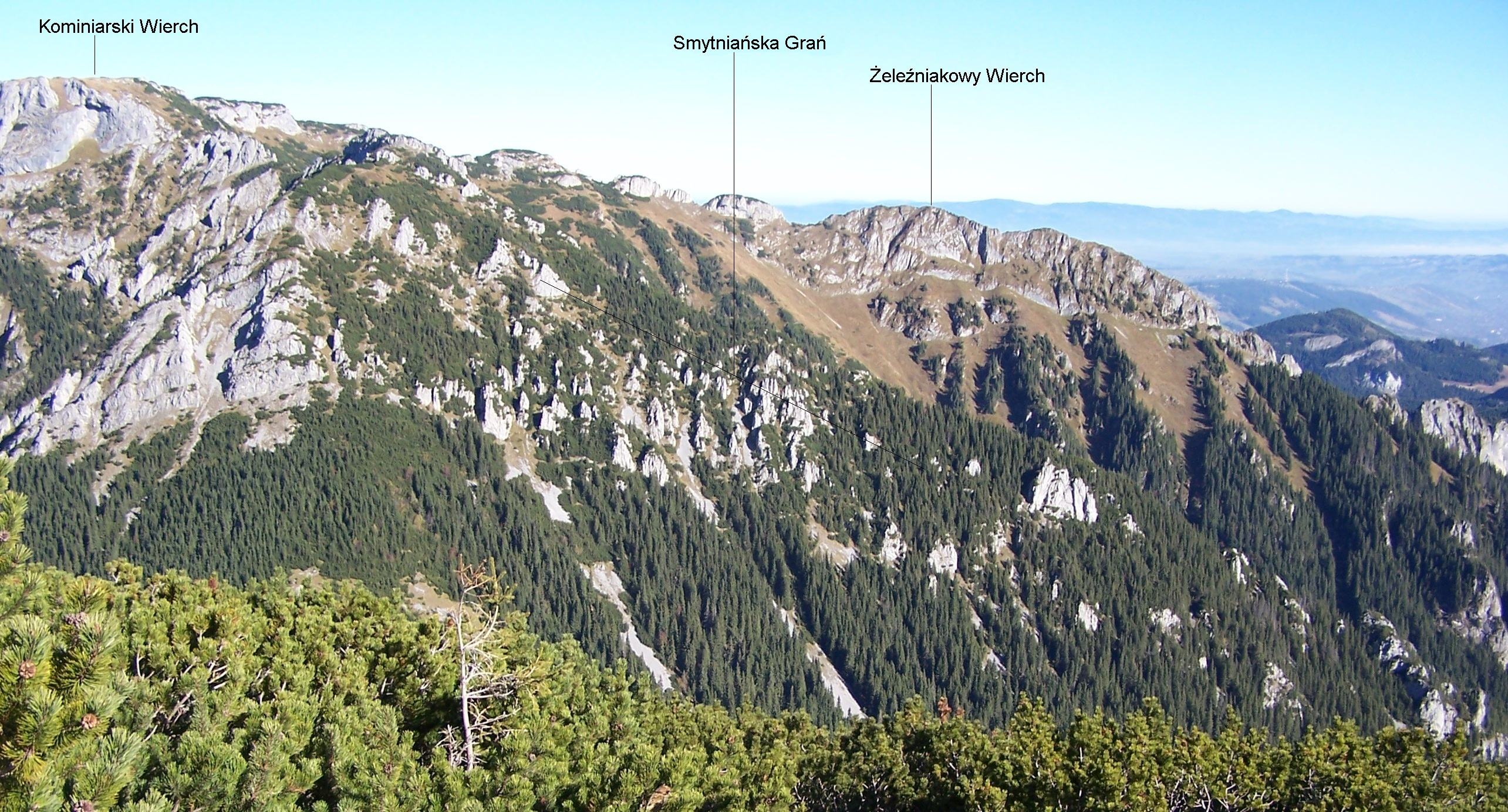
Widok z Ornaku

Smytniańska Grań – zbudowana z wapieni i dolomitów południowo-wschodnia grań Kominiarskiego Wierchu w Tatrach Zachodnich. Oddziela Dolinę Smytnią na północnym wschodzie od Dolinki Iwanowskiej na południu. Jest silnie zerodowana. W górnej części grani, na jej niezbyt stromych stokach opadających do Dolinki Iwanowskiej, znajduje się szereg turni i skał zwanych, w bardzo stromych stokach zbiegających do Doliny Smytniej położonych jest natomiast kilka skalnych grzęd zwanych Smytniańskimi Rzędami. W dolnej części grań zakręca we wschodnim kierunku i zwieńczona jest smukłymi Smytniańskimi Turniami. Grań kończy się w dnie Doliny Kościeliskiej zaraz powyżej Krzyża Pola i Starej Polany.